# Флаг свободы слова
Флаг свободы слова — флаг, созданный в 2007 году в ходе полемики вокруг взлома криптографического ключа защиты от копирования лазерных дисков форматов HD DVD и Blu-ray, состоящий из пяти цветных полос, в цифровом представлении которых закодирован данный ключ. В то время как Американская ассоциация кинокомпаний (MPAA) и компания-производитель системы защиты от копирования (AACS LA) пытались остановить распространение ключа по Интернету, направляя угрозы судебным преследованием сайтам, на которых он был выложен в открытом виде, данный флаг стал одним из способов распространения ключа в неявном виде.

## Предыстория
Для защиты от нелегального копирования лазерных дисков с фильмами форматов HD DVD и Blu-ray информация на них зашифрована по стандарту Advanced Access Content System. Ключи расшифровки распределяются между производителями коммерческих проигрывателей организацией AASC Licensing Administrator. Если какой-то ключ компрометируется (выкладывается в открытый доступ), его исключают из списка корректных ключей на новых дисках, то есть скомпрометированные модели проигрывателей теряют возможность воспроизводить новые диски.
В декабре 2006 года пользователь Интернета под ником muslix64 опубликовал программу BackupHDDVD, позволяющую копировать содержимое зашифрованных дисков при наличии ключа. Вскоре в Сети стали появляться первые фильмы, расшифрованные ключами от конкретных проигрывателей. В феврале 2007 года другой пользователь опубликовал универсальный ключ, подходящий ко всем выпущенным до того дискам. В шестнадцатеричной системе счисления этот ключ записывается как 09 F9 11 02 9D 74 E3 5B D8 41 56 C5 63 56 88 C0. В апреле 2007 года AACS LA обратила внимание на распространение данного ключа в Интернете, отозвала его для новых дисков и, в соответствии с американским законом, начала рассылать владельцам сайтов, на которых был опубликован ключ, письма с требованием прекращения распространения нелегального содержимого. Удаление ключа частью сайтов (и даже блокирование опубликовавших его пользователей, что сделал популярный новостной сайт Digg) вызвало возмущение пользователей Интернета, которые принялись активно распространять данный ключ.

## Создание флага
1 мая 2007 года Джон Маркотте, публицист и редактор сайта Badmouth, опубликовал заметку под названием «Флаг свободы слова». В ней он раскритиковал «корпоративную жадность» и распространение идеи интеллектуальной собственности на числа и призвал тех, кто поддерживает его взгляды, распространять созданный им флаг. Цвета полос флага, закодированные стандартным для Интернета способом (по три байта на цвет), повторяли первые 15 байт ключа. Последний байт (C0) добавлен текстом в углу флага и, по словам Маркотте, символизирует, что публикация некоего числа — это crime zero («нулевое преступление»).
Пользователи Интернета начали активно распространять данный флаг и сам код. Были найдены и другие способы распространения ключа, такие, как песня с его текстом или мелодия на его основе. Противники криминализации распространения ключа указывали на то, что если закон будет запрещать публикацию определённых чисел, он будет запрещать и определённые цвета, midi-мелодии и другую информацию, представляемую в компьютере в цифровой форме.
Когда в 2011 году хакер geohot опубликовал ключ к игровой приставке Sony Playstation 3, позволяющий запускать на ней нелицензионные игры и стороннее ПО, этот ключ также был представлен в форме флага.